# کرموسانو
کرموسانو (به ایتالیایی: Cremosano) یک کومونه در ایتالیا است که در استان کریمونا واقع شده‌است. کرموسانو ۵٫۷۶ کیلومتر مربع مساحت و ۱٬۷۷۳ نفر جمعیت دارد و ۸۲ متر بالاتر از سطح دریا واقع شده‌است.